# Hogan Knows Best
Hogan Knows Best foi um reality show apresentado pela VH1 e pela MTV, que mostra o dia-a-dia da Família Hogan, composta por Hulk Hogan, Linda Hogan, Nick Bollea e Brooke Hogan.